# Chinoloni

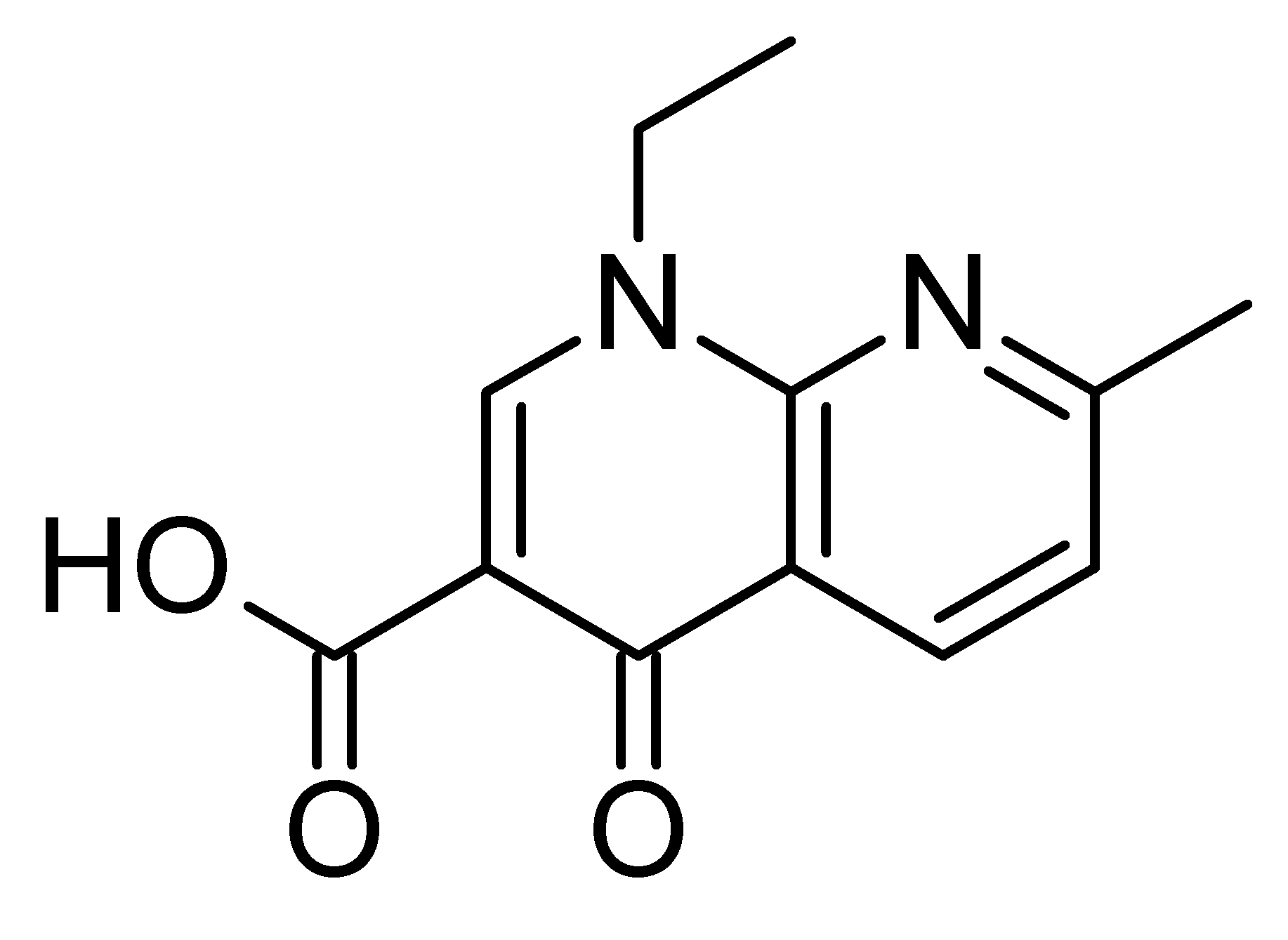
Acido nalidixico

Struttura di tutti gli antibiotici chinolonici; il residuo R di solito è una piperazina. Se l'anello fenolico contiene un atomo di fluoro (in rosso), la molecola prende il nome di fluorochinolone

Ciprofloxacina

Levofloxacina

Trovafloxacina

I chinoloni sono farmaci ad uso locale e sistemico di origine sintetica introdotti nell'uso clinico dalla fine degli anni cinquanta. Un gruppo di ricerca, durante la sintesi della clorochina, isolò un composto chinolonico, avente proprietà antibatterica. Nell'uso comune vengono definiti antibiotici ma, in senso stretto, non potrebbero essere inclusi in questa classe perché non sono molecole di origine naturale ma solo di sintesi, quindi possono essere definiti chemioterapici.
La maggior parte dei chinoloni utilizzati correntemente in medicina appartengono ad un sottogruppo chiamato fluorochinoloni, che si distinguono per la presenza di una sostituzione sull'anello chinolinico al carbonio in posizione 6 con un atomo di fluoro.
A seconda del loro spettro d'azione e del loro sito d'azione, vengono divisi in appartenenti a:
- I generazione: attivi contro batteri Gram negativi non particolarmente resistenti, usati esclusivamente per le infezioni delle vie urinarie.
- II generazione: attivi contro batteri Gram negativi, anche resistenti come la Pseudomonas aeruginosa, usati per lo più nelle infezioni delle vie urinarie ma, in alcuni casi, anche per infezioni sistemiche; a questa generazione appartengono i fluorochinoloni.
- III generazione: attivi anche contro parecchi batteri Gram positivi, usati soprattutto contro le infezioni sistemiche.
- Ultima generazione: attivi contro Gram negativi; migliore attività contro Gram positivi; non inibiscono il CYP1A2.

## Proprietà acido - base
Le proprietà acido-base influenzano in modo significativo l'azione dei chinoloni, il loro uso sistemico o locale e la loro farmacocinetica (volume di distribuzione, biodisponibilità, emivita).
Prendiamo ad esempio l'acido nalidissico, nell'immagine in alto: l'unico gruppo ionizzabile è il gruppo carbossilico -COOH, che ha proprietà acide. Questo gruppo, al pH del sangue, sarà in forma deprotonata, quindi nella forma anionica COO-. Di norma, anioni e cationi hanno bassissima tendenza a passare le membrane cellulari, poiché hanno un certo grado di idrofilia. Pertanto, vista questa proprietà, l'acido nalidissico è usato come disinfettante ad azione locale.
Un altro esempio è la ciprofloxacina: presenta sempre il gruppo acido -COOH ma ha anche un gruppo amminico sull'anello laterale, con proprietà basiche. A pH fisiologico entrambi i gruppi saranno ionizzati, e quindi non vi sarà una carica prevalente sull'altra: è quindi uno zwitterione e può permeare senza alcun problema le membrane cellulare ed è ben assorbita. Per questo motivo i chinoloni di 2ª generazione hanno ampia azione sistemica e ottime caratteristiche farmacocinetiche.
Quindi, in generale, le proprietà acido base sono da tenere in considerazione per determinare la quantità di farmaco che esplica la sua azione terapeutica anche perché influenza il grado di idrofilia e lipofilia.

## Meccanismo d'azione
I chinoloni sono battericidi, ovvero uccidono il batterio su cui stanno agendo (quindi non sono batteriostatici).
Tutti i composti chinolonici inibiscono l'azione di due enzimi appartenenti alla classe delle topoisomerasi, ovvero l'enzima girasi e la topoisomerasi IV; entrambi sono coinvolti nell'isomerizzazione spaziale dell'elica del DNA (DNA girasi) e nel mantenimento della separazione tra il filamento stampo e il filamento inerte nel processo di replicazione batterica. La DNA-girasi o la topoisomerasi IV tagliano il doppio filamento di DNA circolare, rompendolo grazie ad un attacco nucleofilo sull'ossidrile tirosinico del ponte diesterico, lo avvolgono in senso levogiro e poi risaldano il filamento.
Nei batteri Gram positivi interagisce specificamente con la topoisomerasi IV che separa i due filamenti di DNA nella fase di replicazione.
Questi enzimi sono presenti sia nelle cellule batteriche che in quelle di tutti i mammiferi. Il basso grado di tossicità di queste molecole deriva dal fatto che quest'ultime hanno un'affinità molto maggiore per le topoisomerasi batteriche rispetto alle topoisomerasi umane, quindi in sostanza agiranno solo sulle cellule batteriche e non su quelle umane.
A causa del loro meccanismo d'azione, i fluorochinoloni sono utili nel trattamento di patologie causate da Gram+, Gram-, Chlamidye, Ricketsie ed alcuni Mycoplasmi (eccetto M. bovis e M. hyopneumoniae). È utile nel trattamento di patologie a carattere zoonosico, come la brucellosi.
I fluorochinoloni non devono essere utilizzati né in bambini sotto i 12 anni di età, né in cani di piccola stazza, né in gatti sotto gli 8 mesi di età, né in cani di grossa stazza sotto i 13-14 mesi di età; questo perché le suddette molecole presentano una notevole tossicità verso la cartilagine di accrescimento (diafisaria ed epifisaria), provocandone la prematura ossificazione. In medicina veterinaria l'utilizzo di queste molecole in animali troppo giovani può portare a dover sacrificare l'animale.
È opportuno evitare la somministrazione contemporaneamente a teofillina o altri farmaci utili in diffusi processi infettivi.
I chinoloni sono inibitori di un emoproteina detta CYP1A2 e quindi rallentano la metabolizzazione di molecole o farmaci substrato di questo citocromo.
Questi tipi di antibiotico formano sali poco solubili con ioni magnesio, ferro, calcio, zinco e alluminio. L'assunzione dei sali di questi metalli diminuisce la biodisponibilità orale dello stesso antibiotico. Vanno dunque evitati, durante il periodo di trattamento, latticini, integratori a basi di sali di magnesio e in particolare antiacidi a base di alluminio e magnesio. Se l'assunzione di antiacidi è sotto controllo medico, la dose di antiacido va assunta almeno 3-4 ore prima dell'uso dell'antibiotico.

## Classificazione

### Derivati di prima generazione
Capostipite è l'acido nalidixico, appartenente alla I generazione: usato solo contro infezioni urinarie di sicura origine batterica di tipo Gram negativo; ha azione antipiretica paragonabile all'acido acetilsalicilico. La posologia prevede somministrazione iniziale di 4g al dì, in dosi suddivise per due settimane, per via orale; poi 2g al dì. Vi sono anche acido pipemidico, acido oxolinico, cinoxacina, enoxacina e flumechina.

### Derivati di seconda generazione
Grazie ad un derivato piridopirimidinico dell'acido nalidixico, cioè l'acido pipemidico, i chinoloni di II generazione sono attivi sui batteri del genere Pseudomonas. L'acido pipemidico è difatti circa 10 volte più potente dell'acido nalidissico e richiede dosaggi molto inferiori, come 800 mg/die.
Studi successivi hanno portato all'introduzione di un atomo di fluoro al carbonio 6, che conferisce alla molecola importanti caratteristiche:
- resistenza metabolica: aumenta l'azione contro infezioni sistemiche e l'escrezione in forma non modificata nelle urine;
- incrementa la potenza: diminuzioni della posologia;
- amplia lo spettro d'azione: anche contro batteri Gram negativi molto resistenti.

Raramente si verificano reazioni allergiche e shock anafilattici; inoltre, non inducono resistenza nei batteri attraverso i plasmidi. 
Tra le molecole appartenenti a questa classe, la ciprofloxacina è la più attiva mentre l'ofloxacina ha la migliore farmacocinetica.

### Derivati di terza generazione
In questi derivati di sintesi, oltre all'atomo di fluoro in 6, l'aggiunta di un sostituente eterociclico in posizione 7 migliora la farmacocinetica e amplia lo spettro anche ai Gram positivi. Importante è stata anche la sostituzione sull'atomo di azoto 1 del gruppo etilico con un gruppo ciclopropilico.

## Fenomeni di resistenza
La resistenza ai chinoloni è dovuta principalmente a:
1. mutazioni puntiformi del gene della girasi;
2. mutazioni nei geni che codificano per le porine, proteine di membrana mediante le quali i chinoloni penetrano nei batteri Gram negativi;
3. mutazioni che riducono i lipopolisaccaridi

## Reazioni avverse

### Problemi neurologici
Un recente studio ha evidenziato la possibile connessione causale tra l'assunzione per via sistemica di fluorochinoloni e l'insorgenza di neuropatie periferiche, tra le quali anche la Sindrome di Guillain-Barré, che costituisce una sindrome neurologica spesso invalidante e, in alcuni casi, persino letale. In particolare, lo studio riporta come su 46.257 segnalazioni di eventi avversi determinati dall'assunzione di fluorochinoloni, vi siano stati complessivamente 539 casi di neuropatia periferica, con una incidenza del 9% per i casi di Sindrome di Guillain-Barré.

### Problemi muscoloscheletrici
Uno studio del 1997 condotto presso l'Università di Vienna segnala che i fluorochinoloni ciprofloxacina e ofloxacina potrebbero avere degli effetti dannosi sulla cartilagine umana. I risultati degli esperimenti condotti hanno mostrato, in vitro, una condrotossicità sulla cartilagine umana (necrosi dei condrociti verificata al microscopio elettronico).
Possono verificarsi tendiniti (inclusa la possibilità di rottura spontanea del tendine di Achille, anche a distanza di mesi dall'interruzione della terapia con fluorochinoloni).

### Altre reazioni avverse
disturbi gastroenterici; rari effetti psicostimolanti (interferiscono con la trasmissione del GABA e dell'adenosina) con possibili convulsioni; prolungamento del tratto QT all'elettrocardiogramma che si traduce in un aumentato rischio di aritmie.
In medicina veterinaria si sta rivalutando, a livello internazionale, l'utilizzo dei fluorochinoloni negli animali da reddito a causa del notevole sviluppo di forme di resistenza nell'uomo.

### Disabilità associata ai fluorochinoloni (FQAD)
Sono un insieme di sintomi che possono comparire anche tempo dopo la dismissione del chinolone o del fluorochinolone e possono perdurare anche a tempo indeterminato risultando in alcuni casi irreversibili. Devono perdurare per 30 giorni o più.
Tra questi sintomi compaiono:
- Danni al sistema nervoso centrale (convulsioni, tremori, alterazioni dello stato mentale, effetti psichiatrici tra cui psicosi, pseudotumor cerebri) sembrano dovuti alla neurotossicità dei fluorochinoloni e all'inibizione del recettore GABA A e all'attivazione del recettore NMDA
- Rottura dei tendini/tendiniti (Boxed warning aggiunto nel 2008)[4][5][6][7][8][9][10][11][12][13][14][15][16][17][18][19][20]
- Neuropatia periferica (rilevata nel 2004, aggiunta la possibilità di irreversibilità nel 2013)[21]
- Esacerbazione della miastenia grave
- Prolungamento dell'intervallo QT e torsioni di punta
- Fototossicità
- Reazioni di ipersensibilità (anche fatali)

Risultano quindi coinvolti i sistemi:
- Muscoloscheletrico[4][16][22]
- Neuropsichiatrico
- Sistema nervoso periferico[21]
- I sensi
- Pelle
- Cardiovascolare[3][4][21][23][24]

Sono state avviate anche cause legali.